# Ragheb Alama
Ragheb Soubhi Alama (en arabe : راغب صبحي علامة), né le 7 juin 1962 à Beyrouth, est un chanteur et compositeur libanais, une personnalité de la télévision, et un philanthrope. Ragheb Alama a commencé sa carrière dans les années 1980 quand il est apparu à l'émission télédiffusée Studio El Fan, où il a été primé du prix Platinum. Il possède également la nationalité canadienne.
La renommée de Ragheb Alama est venue avec Studio El Fan et grâce à la sortie de son premier single "Bukra Byebrom Dulabek" (Votre chance va changer demain) suivie par des albums et des hits annuels, tels que 
Ya Rait (Si tu savais), Aan Jad (Sérieusement) et Alby Asheq'ha (Mon cœur l'adore), qui fut la première chanson arabe de l'histoire à être transformée en un clip. Ragheb Alama a poursuivi des années de succès dans les années 2000 avec la sortie de son album-hit Saharony El Leil (2001), Tab Leh (2002), El Hob El Kebeer 
(2004) et Baa'sha'ak (2008), ce dernier qui a valu à l'artiste la certification Platine de Virgin Megastore pour ses ventes de disques. Après avoir été nommé ambassadeur du changement climatique des Nations unies en 2009, il sort son album Seneen Rayha en 2010, à travers lequel il adopte une cause environnementale. L'album lui vaut la première collaboration arabe avec Starbucks. Son album le plus récent, Habib Dehkati (2014), inclut une collaboration avec Shakira. 
Alama a remporté deux Murex d'Or et plusieurs autres récompenses au cours de sa carrière. Ses albums ont fait de lui l'un des chanteurs aux succès commerciaux parmi les plus importants dans le monde 
arabe. 
À la mi-2011, il a été annoncé que Alama serait à la tête du jury pour la version panarabe de la série American Idol.
Il y était pendant deux saisons mais à la suite de problèmes il a quitté et a intégré en 2015 le jury de la première saison de la version pan-arabe de X Factor avec Elissa et Donia Samir Ghanem.

## Biographie
Né à Haret Hreik, dans la banlieue sud de Beyrouth, dans une famille chiite de huit enfants, il commence sa carrière en 1985 en interprétant ses premiers succès « Ya Rait » et « Hamdullah Aal Salama ».
Parmi ses principaux titres figurent Nassini ed-Donia (Fais-moi oublier la vie), El Hob El Kebir (Le grand amour) et Betgheeb Betrouh avec Elissa.
Il partage sa vie depuis 1996 avec Jihan Alama, qui n'est autre que la propriétaire de la célèbre marque de bijoux et joaillerie « Djihan », avec laquelle il a eu deux fils.
Au début de sa carrière musicale dans les années 1980, Alama ouvre la Saint George School qui depuis consiste de 4 branches. Son objectif était d'offrir une éducation au plus grand nombre d'élèves possible. L’objectif a été atteint avec l'aide de son frère, Ahmad, le directeur général de l’école, qui compte maintenant plus de 2000 étudiants. 

### Albums
- Ya Rait, 1986
- El Hedia -Wadana, 1987
- Dawa Al Lail – Rahhal, 1988
- Maygouz, 1989
- Tawaam Rohy, 1995
- Fareq Kebir, 1996
- Bravo Aleyki, 1997
- Habibi Ya Nasi, 1999
- Saharony El Leil, 2001
- Tab Leih, 2002
- Yegheeb, 2009
- Senin Raiha, 2010
- Habib Dehkati, 2014